# مذرح (بني مطر)

تعديل مصدري - تعديل

مذرح هي إحدى قرى عزلة الحدب بمديرية بني مطر التابعة لمحافظة صنعاء، بلغ تعداد سكانها 270 نسمة حسب تعداد اليمن لعام 2004.